# Esther Balboa Bustamante
Esther Virginia Balboa Bustamante (* 26. November 1959 in Caracato, Municipio Sapahaqui, Provinz Loayza, Departamento La Paz, Bolivien) ist eine bolivianische Humanbiologin, Anthropologin, indigene Aktivistin für die Quechua-Nation im Plurinationalen Staat Bolivien und ehemalige Politikerin der indigenen Partei Movimiento Indígena Pachakuti. Unter Präsident Gonzalo Sánchez de Lozada war sie von August bis November 2002 Vizeministerin im bolivianischen Bildungsministerium.

## Leben
Esther Balboa Bustamante wurde 1959 in Caracato geboren als Tochter José Balboas, eines aymarasprachigen Fachschullehrers für Landwirtschaft, und einer aus dem Departamento Cochabamba stammenden quechuasprachigen Mutter. Sie wuchs an verschiedenen Orten am Titicacasee im Departamento La Paz auf, so in Isla del Sol, Warisata, Pillapi und Tiwanaku, wo überall von nahezu allen Aymara gesprochen wurde.
Esther Balboa wuchs dreisprachig auf: Von ihrem Vater und der dörflichen Umgebung lernte sie Aymara, während zu Hause von ihrer Mutter und Großmutter stets Quechua gesprochen wurde. Mit dem Besuch der Schule lernte sie zudem die dortige Unterrichtssprache Spanisch. Bereits in ihrer Schulzeit zog die Familie nach Cochabamba.
Sie besuchte die Sekundarschule Colegio Santa Ana und studierte anschließend Psychologie an der Universidad Mayor de San Simón (UMSS) in Cochabamba, wo sie ihre Lizenziatur erzielte. Danach ging sie nach Mexiko, wo sie Ländliche Entwicklung studierte und hierin den Magistertitel erhielt. Dann kehrte sie nach Cochabamba zurück und diplomierte an der UMSS in Politikwissenschaft.
In den 1980er Jahren ging Esther Balboa gemeinsam mit ihrem Ehemann José Antonio Rocha Torrico für Feldforschungen zu den Kallawayas in der Provinz Bautista Saavedra und kooperierte dort mit Ina Rösing, einer deutschen Kulturanthropologin, die bei den Kallawaya-Ärzten über deren traditionelle Medizin forschte. Rösing lernte Quechua fließend sprechen, so dass auch deren Gespräche mit Balboa und Rocha oft in dieser Sprache abliefen. In den 1990er Jahren ging Esther Balboa mit ihrem Ehemann und ihren drei kleinen Kindern nach Ulm in Deutschland, wo beide bei Ina Rösing an der Universität Ulm im Fachgebiet Anthropologie und Humanbiologie ihre Doktorarbeit schrieben und beide zum Dr. Biol. Hum. promoviert wurden. Dabei war das Thema von Esthers 1999 vorgelegter Dissertation ein linguistisches: Sequenzstrukturen sinnmodifizierender Verbalsuffixe im heutigen Cusco-Quechua: ein Beitrag zur Kultur und Sprache der Anden. Rochas Arbeit, vorgelegt 1997, hatte dagegen die Ethnische Ideologie und Politik unter den Quechua von Cochabamba 1935 bis 1952 zum Thema.
Esther Balboa war danach an der UMSS in Cochabamba als Dozentin tätig und arbeitete mit diversen Nichtregierungsorganisationen zusammen. Darüber hinaus wurde sie Präsidentin der Akademie der Quechua-Sprache in Cochabamba (Academia de la Lengua Quechua de Cochabamba).
Bei den Wahlen in Bolivien 2002 trat Esther Balboa als Vizepräsidentschaftskandidatin der Indigenen Bewegung Pachakuti (Movimiento Indígena Pachakuti, MIP) an, für die Felipe Quispe Huanca, genannt El Mallku, der Präsidentschaftskandidat war. Sie war von Quispe, der sich als „Präsident der Aymara“ betrachtete, als „Repräsentantin des Quechua-Volkes“ für die Vizekandidatur vorgeschlagen worden. Quispe und Balboa kamen bei der Präsidentschaftswahl auf 6 % der Stimmen. Danach war Balboa unter dem von 2002 bis 2003 regierenden Präsidenten Gonzalo Sánchez de Lozada („El Gringo“) von August bis November 2002 im Bildungsministerium Vizeministerin für Primarschulbildung. Felipe Quispe kritisierte sie stark, dass sie dieses Amt unter dem konservativen Sánchez annahm. Nach ihrer Absetzung übernahm Pánfilo Yapu ihr Amt. Hiermit endete ihre politische Karriere. Sie wandte sich wieder ihrer Tätigkeit als Universitätsdozentin für Sozialwissenschaften, Anthropologie, Ethnolinguistik und traditionelle Medizin zu.
Im Jahre 2020 gründeten Esther Balboa Bustamante und 24 Autoren aus Bolivien einen „PEN Quechua“ mit Sitz in Cochabamba, der im September 2021 von PEN International als Mitgliedsorganisation anerkannt wurde. Esther Balboa wurde zur Generalsekretärin des PEN Quechua gewählt. Außerdem wurden Iván Prado Sejas als Vorsitzender sowie Julieta Zurita Cavero, Juan Clavijo Román und Gonzalo Montero Lara in den ersten Vorstand gewählt. Zu den Schwerpunkten der Arbeit sollen Übersetzungen ins und aus dem Quechua, Veranstaltungen und Aktivitäten zur Rettung der mündlichen Überlieferung wie Erzählungen, Mythen und Legenden gehören. Mit der Anerkennung erhoffe sich PEN Quechua, so Esther Balboa, dass das Quechua nun die Anerkennung erhalte, die es verdiene. Nunmehr eröffneten sich neue Möglichkeiten für das Schreiben auf Quechua und dafür, es „nicht nur als lebende, sondern als interaktive Sprache“ zu verbreiten. Zum einen sei es vorrangig, dass die Anerkennung zur Veröffentlichung von Quechua-Texte beitrage, die bisher wegen „mangelnder Rentabilität“ nicht veröffentlicht würden, zum anderen im Unterricht in der Sprache. Nach Angaben von Esther Balboa strebt PEN Quechua an, in „alle Nationen Lateinamerikas zu kommen, in denen die Sprache gesprochen wird, vom Süden Kolumbiens bis Chile“.

## Positionen
In ihrer Doktorarbeit studierte Esther Balboa das Cusco-Quechua, die Variante des Quechua, die in Cusco in Peru gesprochen wird. Dies, so Balboa, „war die Heimat der Inkas, die in meine Region von Kollasuyu kamen. Wir von den Tälern und Hochebenen sprechen Qosqo-Khechua“. Entsprechend den Positionen der Academia Mayor de la Lengua Quechua in Cusco wie auch der in Cochabamba spricht sich Balboa für eine Schreibweise des Quechua mit fünf Vokalen aus. Sie vertritt die Meinung, dass die staatlichen Programme das Quechua, anstatt es zu „verbreiten“ und „lebendig zu erhalten“, es eingrenzten, indem sie ihm „die Ausdrucksformen seiner Vokale nehmen mit einem zwanghaften Sprachpurismus, der unseren Zeiten nicht angepasst ist“.

## Familie
Esther Balboa ist mit ihrem Berufskollegen José Antonio Rocha Torrico verheiratet, mit dem sie vier gemeinsame Kinder hat.

## Veröffentlichungen
- 1999: Sequenzstrukturen sinnmodifizierender Verbalsuffixe im heutigen Cusco-Quechua: ein Beitrag zur Kultur und Sprache der Anden. Dissertation zur Erlangung des Doktorgrades, Universität Ulm. 307 Seiten.
- 2013: El origen del quechua cusqueño. In: Yuyayninchik – nuestro pensamiento, nuestro recuerdo, memoria institucional de bodas de plata. Academia Regional de Quechua Cochabamba, 2013. Grupo Editorial Kipus, Cochabamba 2013.
- 2013: El verbo y los sufijos modificadores de sentido según la lingüística quechua : el sufijo - CHI. In: Yuyayninchik – nuestro pensamiento, nuestro recuerdo, memoria institucional de bodas de plata. Academia Regional de Quechua Cochabamba, 2013. Grupo Editorial Kipus, Cochabamba 2013.

### Übersetzungen aus dem Quechua ins Spanische
- Iván Prado Sejas: Qhaway. Ensayo de aproximación psicológica en el contexto quechua. Presentación (p. 7–8) y traducción al castellano de Esther Balboa, revisión de Miguel Ángel Quiroga F. Runayay 2. Publicación semestral del Instituto de Investigaciones, Facultad de Humanidades, Universidad Mayor de San Simón, No. 2, Cochabamba (Bolivia) 1989, S. 7–24.
- Cuentos de la región de Aiquile. Runayay 2. Publicación semestral del Instituto de Investigaciones, Facultad de Humanidades, Universidad Mayor de San Simón, No. 2, Cochabamba (Bolivia) 1989, S. 99–131.